# Siège de Châtillon-sur-Saône (1635)
Guerre de Trente Ans
Batailles
Le siège de Châtillon-sur-Saône est une bataille qui eut lieu le 4 juin 1635 à Châtillon-sur-Saône, durant  la guerre de Trente Ans. Elle oppose les troupes françaises de Henri d'Escoubleau de Sourdis à la garnison lorraine commandée par le bailli Pierre Vernisson. Le siège est suivi de l’exécution d'une partie des défenseurs et des habitants de la ville.

## Contexte
Depuis 1634, le duché de Lorraine est ravagé par les troupes françaises et suédoises. Châtillon est une base d'attaque pour des Croates de l'armée impériale qui lancent des raids dans les environs.

## La bataille et ses conséquences
Sur ordre de Richelieu, le marquis de Sourdis quitte Langres avec environ 7 000 hommes et 800 cavaliers et prend la route de Châtillon. La cité est défendue par 400 hommes, dont une part de troupes impériales de Croatie, commandés par le bailli et prévôt Pierre Vernisson, issu d'une vieille famille de notables de Châtillon. Ce dernier est prêt à négocier avec les Français mais ceux-ci refusent lorsqu'ils arrivent devant la place.
L'assaut est donné et la ville tombe dans la journée. Des deux côtés les pertes sont plutôt faibles et on peut estimer que la défense n'a pas été acharnée même s'il est précisé qu'elle a été honorable. 
À la fin des combats, une partie des habitants fuient dans les bois et les villages environnants.  Ceux qui sont restés doivent demander pardon d'avoir accueilli la garnison lorraine et seront jugés sommairement dans les jours qui suivent. 200 soldats et habitants seront exécutés par pendaison après la prise de la ville, par l'intendant de justice Choisi de Camp. Cet événement suscita l'approbation du cardinal de Richelieu.
Les cavaliers français sèmeront la terreur dans les villages environnants comme à Fresnes-sur-Apance où l'église et les maisons de la grande rue seront toutes pillées et détruites. 
Un an plus tard la cité est de nouveau attaquée et cette fois-ci détruite presque entièrement par les Suédois de Saxe-Weimar. Vernisson sera pendu devant chez lui à cette occasion.